# Busch-Quartett
Das Busch-Quartett war ein Streichquartett.
Es wurde 1913 gegründet und 1952 wieder aufgelöst. Adolf Busch an der 1. Violine, ein Bruder des Dirigenten Fritz Busch, war der einzige, der während der 39 Jahre ihres Bestehens dieser Formation durchgehend angehörte. An den anderen Pulten gab es zahlreiche Wechsel: Die 2. Violine spielten Fritz Rothschild (1913),  Karl Reitz (1919–21), Gösta Andreasson (1921–45), Ernest Drucker (1946) und Bruno Straumann (1946–52). Die Viola spielte Karl Doktor (1913), Emil Bohnke (1919–21), nochmals Karl Doktor (1921–45) und Hugo Gottesmann (1946–52). Das Violoncello spielten Paul Grümmer (1913–30) und Hermann Busch (1930–52).
Das Ensemble nannte sich zunächst Konzertvereinsquartett, da alle Mitglieder dem Konzertvereinsorchester angehörten. Der damalige Chefdirigent Ferdinand Löwe hatte die Bildung des Quartetts angeregt. Das Quartett wurde wohl kriegsbedingt zu Beginn des Ersten Weltkriegs aufgelöst und erst 1919, bereits unter dem Namen Busch-Quartett wieder gegründet. In der Zeit zwischen Erstem und Zweitem Weltkrieg entfaltete das Quartett eine umfangreiche Aufnahme- und Konzerttätigkeit. Nach der Machtübernahme der Nationalsozialisten im Deutschen Reich 1933 emigrierten Adolf und Herrmann Busch in die Schweiz, 1939 dann in die USA, es folgten ihnen die anderen Mitglieder des Quartetts. Im Jahr 1945 wurde das Quartett bedingt durch die Krankheit Karl Doktors und die Überbeanspruchung Gösta Andreassons aufgelöst, jedoch 1946 nochmals neu gegründet. 1952 wurde das Quartett dann aufgrund des Todes von Adolf Busch endgültig aufgelöst.
Das Busch-Quartett zählte zu den bedeutendsten und einflussreichsten Quartettvereinigungen der ersten Hälfte des 20. Jahrhunderts. Es prägte durch sein schlankes, modernes Spiel, vor allem aber auch durch seine Schallplatten das Quartettspiel, ähnlich wie Artur Schnabel das Klavierspiel. Kammermusikpartner des Quartetts war jedoch nicht Artur Schnabel, sondern Rudolf Serkin, der wie das Busch-Quartett seinen künstlerischen Ursprung in dem Kreis um Max Reger hatte.

## Aufnahmen
- Ludwig van Beethoven
  - Streichquartett Nr. 1 F-Dur op.18,1; aufgenommen: London, 11. November 1933 (EMI 2B 5430-35; HMV DB 2102-4)
  - Streichquartett Nr. 7 F-Dur op.59 Nr.1; aufgenommen: 15. & 25. Mai 1942 (Victor Recordings)
  - Streichquartett Nr. 8 e-Moll op.59 Nr.2; aufgenommen: 28. & 29. Mai 1941 (Victor Recordings)
  - Streichquartett Nr. 9 C-Dur op.59 Nr.3; aufgenommen: 10. & 16. November 1933 (EMI 2B 5418-25; HMV DB 2109-12)
  - Streichquartett Nr. 11 f-Moll op.95; aufgenommen: 19. & 20. September 1932 (EMI 2B 3866-7/3870-71; HMV DB 1799–1800)
  - Streichquartett Nr. 12 Es-Dur op.127; aufgenommen 2. September 1936, 16., 17. & 26. Oktober 1936 (EMI 2EA 4401-4407/4410-12; HMV DB 3044-48)
  - Streichquartett Nr. 14 cis-Moll op.131; aufgenommen 2. März 1936 (EMI 2EA 3120-29; HMV DB 2810-14)
  - Streichquartett Nr. 15 a-Moll op.132; aufgenommen 7. Oktober 1937 (EMI 2EA 5471-76; HMV DB 3375-79 & DBS 3380)
  - Streichquartett Nr. 16 F-Dur op.135; aufgenommen 13. September 1933 (EMI 2B 5436-43; HMV DB 2113-16)

- Johannes Brahms
  - Klarinettenquintett h-Moll op. 115; aufgenommen 10. Oktober 1937 (EMI 2EA 5488-95; HMV DB 3383-6); mit Reginald Kell
  - Klavierquintett f-Moll op. 34; aufgenommen 13. Oktober 1938 (EMI 2EA 6735-44; HMV DB 3694-8); mit Rudolf Serkin
  - Klavierquartett Nr. 1 g-Moll op. 25; aufgenommen 25. & 26. Mai 1949 (Columbia CAX 10520-29; LX 1217-21); mit Rudolf Serkin
  - Klavierquartett Nr. 2 A-Dur op. 26; aufgenommen 21. September 1921 (EMI 2B 3876-83; HMV DB 1849-52)
  - Streichquartett Nr. 1 c-Moll op. 51 Nr. 1; aufgenommen 19. September & 23. September 1932 (EMI 2B 3858-65; DB 1807-10)
  - Streichquartett Nr. 3 B-Dur op. 67; aufgenommen 17. Mai & 21. Mai 1949 (Columbia CAX 10511-19; LX 1262-5 & LXS 1266)

- Franz Schubert
  - Streichquartett Nr. 8 B-Dur D 112; aufgenommen 5. Mai 1931 (EMI 2EA 7103-6/7210-11; HMV DB 3737-9)
  - Streichquartett Nr. 14 d-Moll D 810 „Der Tod und das Mädchen“; aufgenommen 16. Oktober 1936 (EMI 2EA 3792-9; HMV DB 3037-40)
  - Streichquartett Nr. 15 G-Dur D 887; aufgenommen 22. & 30. November 1936 (EMI 2EA 7128-37; HMV DB 3744-48)

- neben den genannten Studioaufnahmen existieren noch einige Live-Aufnahmen